# Freden i Saint-Germain
För andra betydelser, se Freden i Saint-Germain (olika betydelser).
Freden i Saint-Germain var ett fredsfördrag som underskrevs 10 september 1919, i Saint-Germain-en-Laye, av Ententen och Österrike efter första världskriget. Fördraget deklarerade att Österrike-Ungern skulle upplösas. Det kvarblivande rest-Österrike, som bestod av de flesta tysktalande delarna av Österrike-Ungern, accepterade genom fördraget Ungerns, Tjeckoslovakiens, Polens samt Sloveniens, Kroatiens och Bosnien-Hercegovinas självständighet (de tre senare blev inte på egen hand självständiga utan bildade tillsammans med Serbien det land som några år senare fick namnet Jugoslavien). Fördraget innebar krigsskadestånd om höga summor pengar, riktade mot centralmakterna för att betala krigets kostnader. Freden mellan den ungerska rikshalvan av Österrike-Ungern och ententen reglerades i Freden i Trianon.
Österrike reducerades inte bara av förlusten av det land som inkorporerades i de nybildade Tjeckoslovakien, Andra polska republiken och kungariket Jugoslavien, men också av avträdandet av södra delen av Grevskapet Tyrolen till Brennerpasset nuvarande provinserna Trento och Sydtyrolen, Österrikiska kustlandet bestående av riksstaden Trieste, markgrevskapet Istrien med flera dalmatiska öar och grevskapet Görz och Gradisca med städerna Görz och Gradisca samt en del av Hertigdömet Kärnten omkring Tarvisio  till Italien, samt överlåtelsen av Bukovina till Rumänien. Burgenland, tidigare tillhörande Ungern, tilldelades däremot Österrike eftersom det hade en tyskspråkig befolkningsmajoritet.
Fördraget innebar bland annat också ett förbud för Österrike att ingå någon politisk eller ekonomisk union med Tyskland utan tillstånd från Nationernas Förbund, samt att den österrikiska armén begränsades till 30 000 soldater.
Fördraget, liksom Versaillesfreden, innefattade traktaten om Nationernas förbund, och godkändes därför inte av USA.
Den kraftiga reduceringen av dess befolkning, territorium och tillgångar, som fördraget innebar, hade förödande effekter på Österrikes ekonomi.